# Silene muradica
Silene muradica är en nejlikväxtart som beskrevs av Schischkin. Silene muradica ingår i släktet glimmar, och familjen nejlikväxter. Inga underarter finns listade i Catalogue of Life.